# Daniel Jadue
Óscar Daniel Jadue, né le 28 juin 1967 à Santiago, est un sociologue, architecte et homme politique chilien. Il est membre du Parti communiste et maire de Recoleta de 2012 à 2024. 

## Biographie
Daniel Jadue est issu d'une famille d'origine palestinienne.
Engagé dans le syndicalisme étudiant, il est président de l'Union générale des étudiants palestiniens et coordinateur de l’Organisation de la jeunesse palestinienne d'Amérique latine et des Caraïbes. Il rejoint le Parti communiste du Chili (PCC) en 1993.
Membre du comité central du PCC, Jadue est élu maire de Recoleta, une commune pauvre d'environ 150 000 habitants dans la banlieue nord de Santiago, avec 41 % des voix et prend ses fonctions le 6 décembre 2012. Il est réélu en 2016 puis de nouveau en 2021.  C'est dans cette ville qu'il crée en octobre 2015 la première pharmacie populaire du pays, permettant de faire chuter les prix des médicaments de 30 % à 50 % (trois entreprises exerçant traditionnellement un oligopole sur ce marché au Chili). Plus de cent cinquante municipalités ont à leur tour adopté ce système. Il élargit progressivement l’initiative en créant une « optique populaire » (avril 2016), une « immobilière populaire » (janvier 2018), une « université ouverte » (novembre 2018), une « librairie populaire » (janvier 2019), ainsi qu'un « magasin de disques populaire » (avril 2019). Il est réélu pour un deuxième mandat en 2016 (56 % des voix), puis pour un troisième mandat en 2021 (64 %).
Il est le candidat du Parti communiste aux primaires de la gauche pour l'élection présidentielle de 2021 mais est battu par Gabriel Boric, qui représente le Front large. Sa défaite, alors qu'il était l'un des favoris de l'élection présidentielle, rassure les marchés financiers. Sa candidature rencontre également l'hostilité des médias chiliens.
Le 5 mars 2021, le propriétaire de Best Quality Products SpA dépose une plainte pour fraude contre l'Association chilienne des pharmacies populaires (Achifarp), dont le conseil d'administration est présidé par Daniel Jadue, en raison d'une dette de 961 667 273 pesos qui la maintient au bord de la faillite, après avoir vendu des boîtes de masques N95, de gants et de thermomètres à l'association en juin 2020 sans recevoir les paiements correspondants. Le 3 juin 2024, Daniel Jadue est placé en détention préventive pendant la durée de l'enquête et suspendu de ses fonctions de maire. En raison de la loi organique relatives aux municipalités qui prévoit qu'après 45 jours d'absence du maire, le poste devient vacant, Daniel Jadue est déchu de celui-ci le 17 juillet suivant. Il est libéré de prison le 2 septembre mais demeure assigné à résidence pendant le temps de l'enquête.